# Евелин Де Морган
Евелин Де Морган (Лондон, 30. август 1855 – Лондон, 2. мај 1919) била је енглеска сликарка. 

## Биографија
Она је на почетку каријере била повезана са позном фазом Прерафаелитског покрета и стварала је у низу стилова укључујући естетизам и симболизам. Њене слике су фигуралне, у првом плану постављају женско тело кроз употребу духовних, митолошких и алегоријских тема. Они се ослањају на низ метафора (као што су светлост и тама, трансформација и ропство) да би изразили оно што је неколико научника идентификовало као спиритуалистички и феминистички садржај. Њени каснији радови су се такође бавили темом рата, из пацифистичке перспективе. Сликала је на тему сукоба као што су Други бурски рат и Први светски рат.
Огромна већина њених дела, посебно од средине 1880-их надаље, приказује садржај или теме које се могу описати као спиритуалистичке.

## Дела
- The Angel with the Serpent (1870-е)
- Tobias and the Angel (1875)
- Cadmus and Harmonia (1877)
- Ariadne at Naxos (1877)
- Aurora Triumphans (1877–1878[5] или око 1886)[6]
- Night and Sleep (1878)
- Goddess of Blossoms & Flowers (1880)
- The Cristian Martyr (1880)
- The Grey Sisters (1880–1881)
- Phosphorus and Hesperus (1882)
- By the Waters of Babylon (1882–1883)
- Sleep and Death, the Children of the Night (1883)
- Salutation or The Visitation (1883)
- Love's Passing (1883–1884)
- Dryad (1884–1885)
- Luna (1885)
- The Sea Maidens (1885–1886)
- Hope in a Prison of Despair (1887)
- The Soul's Prison House (1888)
- Love, the Misleader (1889), приватна колекција
- The Soul’s Prison House (1889)
- Medea (1889), Williamson Art Gallery
- Angel of Death (1890), приватна колекција
- The Garden of Opportunity (1892)
- Gloria in Excelsis (1893)
- Life and Thought Emerging from the Tomb (1893), Walker Art Gallery, Ливерпул
- Flora (1894)
- Eos (1895), Columbia Museum of Art
- The Undiscovered Country, Columbia Museum of Art
- Lux in Tenebris (1895)
- Boreas and Oreithyia (1896)
- Earthbound (1897)
- Angel of Death (1897), приватна колекција
- Helen of Troy (1898)
- Cassandra (1898)
- The Valley of Shadows (1899)
- The Storm Spirits (1900)
- The Poor Man who Saved the City (1901)
- A Soul in Hell (1902)
- The Love Potion (1903)
- The Cadence of Autumn (1905)
- Queen Eleanor & Fair Rosamund (1905)
- Death of a Butterfly (c. 1905–1910)
- Demeter Mourning for Persephone (1906)
- Port after Stormy Seas (1905)
- The Hour-Glass (1905)
- Sleeping Earth and Walking Moon (1905−1910)
- The Prisoner (1907)
- Our Lady of Peace (1907)
- The Worship of Mammon (1909)
- Daughters of the Mist (око 1910)
- Death of the Dragon (1914−1918)
- The Vision (1914), приватна колекција
- S.O.S (1914−1916)
- The Mourners (ca. 1915)
- The Field of the Slain
- Moonbeams Dipping into the Sea (1918)
- The Red Cross (1918)
- The Gilded Cage (1919)
- Deianera
- The Kingdom of Heaven Suffereth Violence